# Polarræv
Polarræven (Vulpes lagopus) eller fjeldræven et dyr i hundefamilien. Den når en længde på 50-60 cm med en hale på 30 cm og vejer 3-6 kg. Den findes i alle de nordligste egne i verden fra det nordlige Canada over Grønland til det nordlige Asien.
Polarræven skifter farve efter årstiden. Om sommeren er den brunlig og om vinteren hvid. Polarræven er altædende. I Grønland lever den af alt hvad vi mennesker smider ud. Når den ligger midt i en snestorm, ruller den sig sammen og benytter halen som en form for muffedisse.